# Лео Рейз
Лео Рейз (англ. Leo Reise Jr., нар. 7 червня 1922, Стоуні Крік — пом. 26 липня 2015, Гамільтон) — канадський хокеїст, що грав на позиції захисника.
Володар Кубка Стенлі. Провів понад 500 матчів у Національній хокейній лізі. 

## Ігрова кар'єра
Хокейну кар'єру розпочав 1939 року.
Протягом професійної клубної ігрової кар'єри, що тривала 10 років, захищав кольори команд «Чикаго Блек Гокс», «Детройт Ред-Вінгс» та «Нью-Йорк Рейнджерс».
Загалом провів 546 матчів у НХЛ, включаючи 52 гри плей-оф Кубка Стенлі.

## Нагороди та досягнення
- Учасник матчу усіх зірок НХЛ — 1950, 1951, 1952, 1953.
- Володар Кубка Стенлі в складі «Детройт Ред-Вінгс» — 1950, 1952.
- Друга команда всіх зірок НХЛ — 1950, 1951.

## Інше
Після завершення хокейної кар'єри Рейз працював сантехніком у Гамільтоні.

## Статистика
| Сезон        | Клуб                    | Ліга         | Регулярний сезон | Регулярний сезон | Регулярний сезон | Регулярний сезон | Регулярний сезон | Плей-оф | Плей-оф | Плей-оф | Плей-оф | Плей-оф |
| Сезон        | Клуб                    | Ліга         | І                | Г                | П                | О                | ШХ               | І       | Г       | П       | О       | ШХ      |
| ------------ | ----------------------- | ------------ | ---------------- | ---------------- | ---------------- | ---------------- | ---------------- | ------- | ------- | ------- | ------- | ------- |
| 1939–40      | «Брантфорд Лайонс»      | ОХА          | 12               | 12               | 4                | 16               | 36               | 11      | 9       | 8       | 17      | 10      |
| 1939–40      | «Брантфорд Лайонс»      | МК           | —                | —                | —                | —                | —                | 2       | 1       | 5       | 6       | 5       |
| 1940–41      | «Брантфорд Лайонс»      | ОХА          | 10               | 8                | 7                | 15               | 32               | 16      | 12      | 11      | 23      | 22      |
| 1940–41      | «Брантфорд Лайонс»      | МК           | —                | —                | —                | —                | —                | 11      | 10      | 11      | 21      | 20      |
| 1941–42      | «Гвелф Білтморес»       | ОХА          | 14               | 5                | 7                | 12               | 28               | 10      | 1       | 3       | 4       | 22      |
| 1943–44      | Вікторія Наві           | NNDHL        | 17               | 1                | 2                | 3                | 24               | —       | —       | —       | —       | —       |
| 1943–44      | Галіфакс Наві           | NNDHL        | —                | —                | —                | —                | —                | 4       | 0       | 0       | 0       | 2       |
| 1944–45      | Вінніпег Наві           | WNDHL        | 17               | 9                | 2                | 11               | 26               | 6       | 1       | 2       | 3       | 11      |
| 1945–46      | «Чикаго Блек Гокс»      | НХЛ          | 6                | 0                | 0                | 0                | 6                | —       | —       | —       | —       | —       |
| 1945–46      | «Канзас-Сіті Пла-Морс»  | ХЛСШ         | 50               | 7                | 18               | 25               | 30               | —       | —       | —       | —       | —       |
| 1946–47      | «Чикаго Блек Гокс»      | НХЛ          | 17               | 0                | 0                | 0                | 18               | —       | —       | —       | —       | —       |
| 1946–47      | «Канзас-Сіті Пла-Морс»  | ХЛСШ         | 2                | 0                | 1                | 1                | 0                | —       | —       | —       | —       | —       |
| 1946–47      | «Індіанаполіс Кепіталс» | АХЛ          | 5                | 0                | 4                | 4                | 8                | —       | —       | —       | —       | —       |
| 1946–47      | «Детройт Ред-Вінгс»     | НХЛ          | 31               | 4                | 6                | 10               | 14               | 5       | 0       | 1       | 1       | 4       |
| 1947–48      | «Детройт Ред-Вінгс»     | НХЛ          | 58               | 5                | 4                | 9                | 30               | 10      | 2       | 1       | 3       | 12      |
| 1948–49      | «Детройт Ред-Вінгс»     | НХЛ          | 59               | 3                | 7                | 10               | 60               | 11      | 1       | 0       | 1       | 4       |
| 1949–50      | «Детройт Ред-Вінгс»     | НХЛ          | 70               | 4                | 17               | 21               | 46               | 14      | 2       | 0       | 2       | 19      |
| 1950–51      | «Детройт Ред-Вінгс»     | НХЛ          | 68               | 5                | 16               | 21               | 67               | 6       | 2       | 3       | 5       | 2       |
| 1951–52      | «Детройт Ред-Вінгс»     | НХЛ          | 54               | 0                | 11               | 11               | 34               | 6       | 1       | 0       | 1       | 27      |
| 1952–53      | «Нью-Йорк Рейнджерс»    | НХЛ          | 61               | 4                | 15               | 19               | 53               | —       | —       | —       | —       | —       |
| 1953–54      | «Нью-Йорк Рейнджерс»    | НХЛ          | 70               | 3                | 5                | 8                | 71               | —       | —       | —       | —       | —       |
| 1954–55      | «Оуен-Саунд Меркуріс»   | ОХА          | 8                | 1                | 1                | 2                | 4                | 5       | 1       | 1       | 2       | 6       |
| Усього в НХЛ | Усього в НХЛ            | Усього в НХЛ | 494              | 28               | 81               | 109              | 399              | 52      | 8       | 5       | 13      | 68      |